# Президент Израиля
Президент Израиля (ивр. נְשִׂיא מְדִינַת יִשְׂרָאֵל‎) — глава государства Израиль. Израиль является парламентской республикой, и его президент исполняет главным образом представительские и церемониальные функции; реальные властные полномочия находятся в руках главы правительства. Президент избирается кнессетом на семилетний срок, одно и то же лицо не может быть избрано президентом более чем на один срок (до 1998 года — не более чем на два пятилетних срока). Права и обязанности президента, а также порядок избрания президента определены в основном законе «Президент государства».
В настоящее время президентом Израиля является Ицхак Герцог, церемония инаугурации которого состоялась 7 июля 2021 года.

## Права и обязанности
В соответствии с параграфом 11 закона «Президент государства», Президент подписывает законы, принятые кнессетом, и международные соглашения, кроме законов, касающихся института президентства, а также принимает верительные грамоты у послов иностранных государств. На Президента возложено назначение судей, послов и консулов Израиля за рубежом, а также иных должностных лиц; на практике эта функция носит чисто церемониальный характер, поскольку параграф 12 закона устанавливает, что Президент имеет право подписывать только документы, завизированные главой или одним из министров правительства (за исключением документов, касающихся формирования правительства и роспуска кнессета).
Президент обладает правом помилования осуждённых; снижения срока и тяжести наказания, наложенного судом. Каждый гражданин Израиля, осуждённый к лишению свободы, может один раз за свою жизнь обратиться к Президенту с прошением о помиловании. Каждая просьба будет рассмотрена индивидуально. С прошением о помиловании осуждённого могут обратиться и другие граждане Израиля; таким образом был помилован террорист Самир Кунтар.
Параграф 11 также определяет, что Президент должен выполнять обязанности, связанные с формированием правительства, определённые в основном законе «О правительстве». В соответствии с этим законом, в обязанности президента входит выбор кандидата на должность премьер-министра из числа избранных членов кнессета. Этому кандидату поручается формирование правительства. Назначение кандидата в премьер-министры производится после выборов в кнессет, в случае отставки действующего главы правительства или принятия вотума недоверия действующему правительству. Как правило, мандат на формирование правительства получает лидер партии, набравшей наибольшее количество голосов на выборах, однако дважды в истории Израиля президенты принимали иное решение: в 1950 году после отставки первого правительства Израиля, когда Давид Бен-Гурион не смог сформировать новое коалиционное правительство, это было поручено лидеру Прогрессивной партии Пинхасу Розену, несмотря на то, что его партия обладала всего пятью местами в Кнессете. Попытка Розена также не удалась, и в итоге новое правительство возглавил Бен-Гурион. После выборов 2009 года формирование правительства было поручено Биньямину Нетаньяху, хотя возглавляемая им партия Ликуд заняла на выборах второе место получив 27 мандатов, а наибольшее количество — 28 получила партия Кадима, но не смогла сформировать коалицию.

## Выборы и отстранение от должности

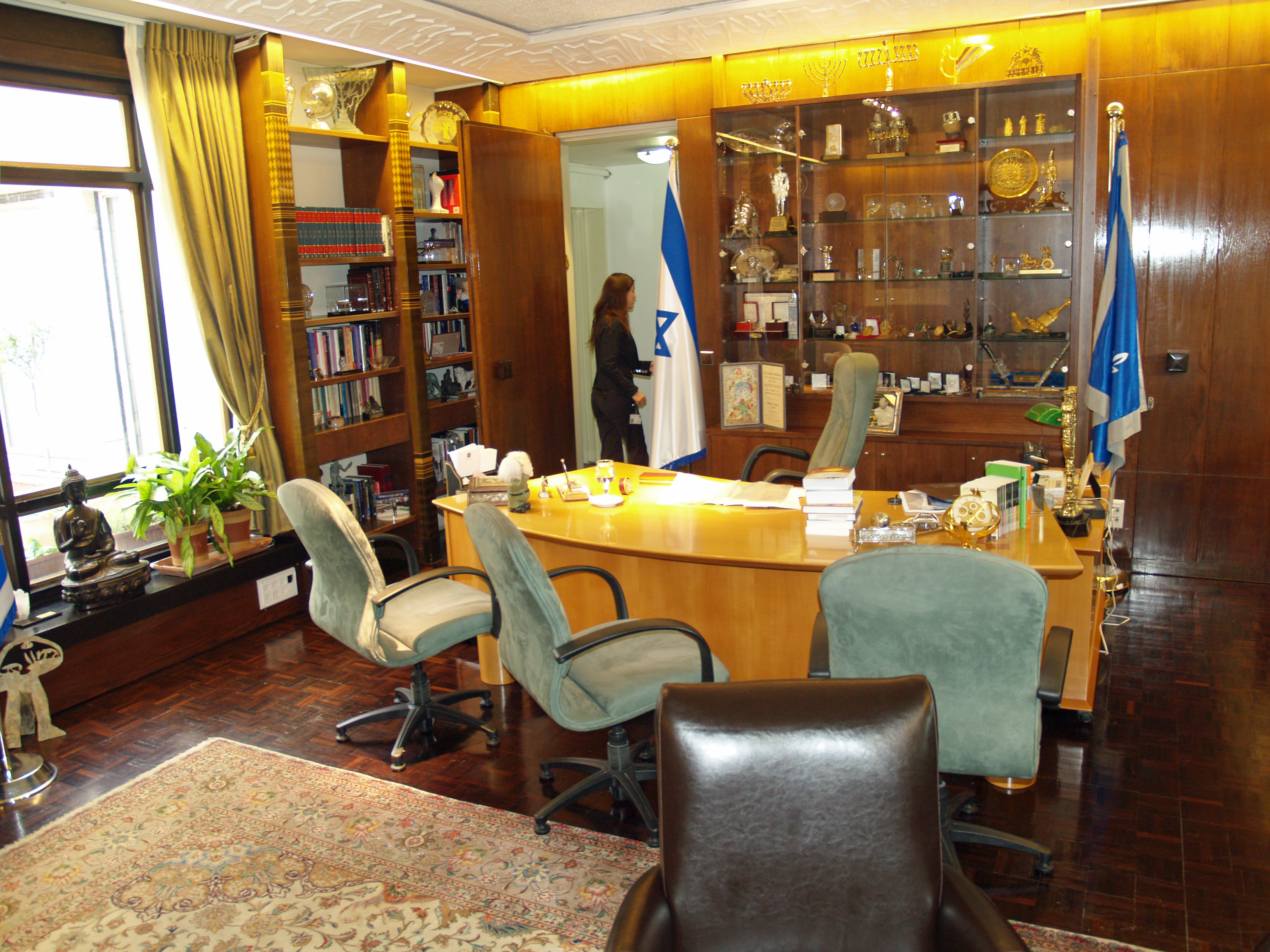
Офис президента Израиля (2007)

### Участие в выборах
Любой гражданин Израиля, постоянно проживающий в стране, имеет право выдвинуть свою кандидатуру на пост президента. Для участия в выборах необходимо собрать рекомендации 20 депутатов кнессета.

### Процедура выборов
Параграф 8 закона устанавливает, что президент избирается кнессетом тайным голосованием. Для избрания необходимо абсолютное большинство голосов (61 голос) членов кнессета. Если в результате голосования ни один из кандидатов не набирает требуемого числа голосов, назначается повторное голосование на тех же условиях. Если и второй тур не заканчивается избранием одного из кандидатов, назначается третий тур. В третьем (и последующих) турах голосования от участия в выборах отстраняется кандидат, набравший наименьшее количество голосов в предыдущем туре, а для победы необходимо простое большинство голосов.

### Отставка и отстранение от должности
Президент имеет право добровольно подать в отставку, направив письмо председателю кнессета. Отставка президента вступает в силу через 48 часов после получения председателем кнессета сообщения об отставке.
Президент может быть отстранён от должности решением кнессета за поступки, несовместимые со статусом президента. Принятие решения об отстранении требует поддержки трёх четвертей от общего числа членов кнессета. Процедура отстранения может быть инициирована по требованию не менее чем 20 членов кнессета. Жалоба с требованием отстранить президента от должности должна быть подана в Комиссию по делам кнессета; она передаётся на дальнейшее рассмотрение только в том случае, если за это проголосовало не менее чем три четверти комиссии.
Также кнессет имеет право отстранить президента если он не может исполнять свои обязанности по состоянию здоровья. В этом случае для принятия решения об отстранении от должности достаточно простого большинства. Право вынести вопрос об отстранении президента по состоянию здоровья имеет Комиссия по делам кнессета, решение комиссии должно быть поддержано не менее чем двумя третями членов комиссии и основано на заключении медицинской комиссии.
Президент может временно приостановить исполнение своих обязанностей в связи с выездом за границу (автоматически вплоть до возвращения президента в страну), или в связи с состоянием здоровья или по иной уважительной причине, в этом случае решение о приостановке обязанностей должно быть утверждено Комиссией по делам кнессета. Срок на который президент может прекратить исполнение обязанностей не может превышать трёх месяцев.
При отстранении президента от должности или временном прекращении выполнения обязанностей председатель кнессета исполняет обязанности президента вплоть до выбора нового или возвращения к должности действующего президента.

## Список президентов Израиля
| №     | Фото | Имя            | Срок                             |
| ----- | ---- | -------------- | -------------------------------- |
| 1     |      | Хаим Вейцман   | 17 февраля 1949 — 9 ноября 1952  |
| и. о. |      | Иосиф Шпринцак | 9 ноября 1952 — 16 декабря 1952  |
| 2     |      | Ицхак Бен-Цви  | 16 декабря 1952 — 23 апреля 1963 |
| и. о. |      | Кадиш Луз      | 23 апреля 1963 — 21 мая 1963     |
| 3     |      | Залман Шазар   | 21 мая 1963 — 24 мая 1973        |
| 4     |      | Эфраим Кацир   | 24 мая 1973 — 19 апреля 1978     |
| 5     |      | Ицхак Навон    | 19 апреля 1978 — 5 мая 1983      |
| 6     |      | Хаим Герцог    | 5 мая 1983 — 13 мая 1993         |
| 7     |      | Эзер Вейцман   | 13 мая 1993 — 13 июля 2000       |
| и. о. |      | Авраам Бург    | 13 июля 2000 — 1 августа 2000    |
| 8     |      | Моше Кацав     | 1 августа 2000 — 1 июля 2007     |
| и. о. |      | Далия Ицик     | 1 июля 2007 — 15 июля 2007       |
| 9     |      | Шимон Перес    | 15 июля 2007 — 24 июля 2014      |
| 10    |      | Реувен Ривлин  | 24 июля 2014 — 7 июля 2021       |
| 11    |      | Ицхак Герцог   | 7 июля 2021 —                    |